# Buakaw Banchamek
Buakaw Banchamek (en thaï : บัวขาว บัญชาเมฆ), né le 8 mai 1982 est un boxeur thaïlandais adepte du muay thaï,.
Buakaw Banchamek joue dans deux films historiques thaïlandais d'action : en 2010, un petit rôle dans Yamada, la voie du samouraï réalisé par Watin Nopporn, un film qui s'inspire de la vie de Yamada Nagamasa (1590-1630) ; et, en 2017, le rôle d'acteur principal dans  Legend of The Broken Sword Hero,(ทองดีฟันขาว / Thong Dee Fun Khao) réalisé par Bin Bunluerit.

## Biographie
Sombat "Buakaw" Banchamek est né dans la province de Surin. Il commence sa carrière à 8 ans dans sa région natale située à l'est de la Thaïlande. À 15 ans, il part à Bangkok pour disputer des tournois plus difficiles.
En décembre 2002, Buakaw gagne le Toyota Marathon 140 lb., tournoi se déroulant au Lumpinee Stadium, en battant le Japonais Satoshi Kobayashi en finale.
En juillet 2004, il devient le nouveau champion du K-1 World MAX en battant l’Australien John Wayne Parr, les Japonais Takayuki Kohiruimaki et l’ancien champion Masato, tous dans la même nuit.
En 2005, au K-1 World MAX, Buakaw perd en finale contre le Néerlandais Andy Souwer, lors de rounds additionnels dont la décision est controversée.
Au K-1 World MAX en 2006, il prend sa revanche et bat Andy Souwer par KO en finale après avoir battu le Japonais Yoshihiro Sato et l’Arménien Gago Drago.
En 2007, le Thaïlandais chute cette fois en quart de finale du K-1 World MAX par décision unanime des juges contre le Japonais Masato qu’il avait battu lors de l’édition 2004, et qui perdra en finale contre Andy Souwer.
En 2009, Buakaw fait une nouvelle fois partie du dernier carré du K-1 World MAX où il affronte en demi-finale Andy Souwer. Il perd cependant face à celui-ci sur décision partagée bien qu’il ait dominé son adversaire par des front-kicks et des projections (qui ne rentrent pas dans les règles du K-1) et en s’accrochant tout au long du match lorsqu’il était en difficulté.

## Son style de boxe
Buakaw Banchamek est un boxeur au style classique aussi bien dans sa façon de boxer que d’entrer en scène.
Ses nombreuses victoires sont dues à ses qualités physiques, techniques et son sens du combat.
- C’est un boxeur très rapide, explosif et puissant (punch).
- Il utilise beaucoup de coups de pied circulaires et de genou aux trois niveaux et particulièrement en ligne basse pour les techniques de pied. Il varie fréquemment le rythme, la distance et les cibles de ses coups. Tout cela rend son jeu difficile à lire.
- Il sait s'adapter et exploiter le jeu adverse.
- Il utilise beaucoup de front kick et est très endurant.

Ses résultats et ces qualités l'ont fait devenir l'un des grands noms de l'histoire de la boxe pieds-poings.

## Titres
- 2013 : Champion du Max Muay Thaï 70 kg (plumes)
- 2012 : Champion du Thai Fight - Middleweight 70 kg (moyens)
- 2011 : Champion du Thai Fight - Middleweight 70 kg (moyens)
- 2010 : Champion du S-cup 2010
- 2006 : Champion du K-1 World MAX (moyens)
- 2006 : Champion du monde WMC - Middleweight (moyens)
- 2005 : Champion du monde S-1 - Lightweight  (super mi-moyens)
- 2005 : Finaliste du K-1 World MAX (moyens)
- 2004 : Champion du K-1 World MAX (moyens)
- 2003 : Champion du KOMA GP Lightweight
- 2002 : Vainqueur du Toyota Muay Thai marathon tournament 140 lb. (Lumpinee Stadium)
- 2002 : Second du Lumpinee Stadium - Lightweight (légers)
- 2002 : Champion de l’Omnoi Stadium - Lightweight (légers)
- 2001 : Champion de la Muay Thai Authority of Thailand - Featherweight  (plumes)
- 2001 : Champion de l’Omnoi Stadium - Featherweight  (plumes)

## Combats
| Date du match                                                              | Résultat | Adversaire               | Événement                                                   | Lieu                          | Type de décision                                         | Nb. de rounds | Durée |  |
| -------------------------------------------------------------------------- | -------- | ------------------------ | ----------------------------------------------------------- | ----------------------------- | -------------------------------------------------------- | ------------- | ----- |  |
| 05 novembre 2016 2016                                                      | Défaite  | Yi Long                  | Wu Lin Feng 2016: Fight of the Century                      | Zhengzhou, Chine              | Décision unanime                                         | 3             | 3:00  |  |
| 05 juin 2016                                                               | Victoire | Wang Weihao              | Kunlun Fight 45                                             | Chengdu (Chine)               | TKO (High Kick)                                          | 1             | 2:35  |  |
| 20 mars 2016                                                               | Victoire | Kong Lingfeng            | Kunlun Fight 39                                             | Dongguan (Chine)              | Décision                                                 | 3             | 3:00  |  |
| 09 janvier 2016                                                            | Victoire | Liu Hainan               | Kunlun Fight 36                                             | Shanghai (Chine)              | Décision                                                 | 3             | 3:00  |  |
| 28 octobre 2015                                                            | Victoire | GU Hui                   | Kunlun Fight 32                                             | Sichuan (Chine)               | TKO                                                      | 2             | 1:54  |  |
| 28 juillet 2015                                                            | Victoire | Khayal Dzhaniev          | Top King World Series 2014 - TK4 Finals Hong Kong           | Hong Kong (Chine)             | Décision                                                 | 3             | 3:00  |  |
| 01 juillet 2015                                                            | Victoire | Artem Pashporin          | T-one Muay Thai 2015                                        | Beijing (Chine)               | Décision                                                 | 3             | 3:00  |  |
| 06 juin 2015                                                               | Victoire | Yi Long                  | Wu Lin Feng World Championship 2015                         | Jiyuan (Chine)                | Décision                                                 | 3             | 3:00  |  |
| 02 mai 2015                                                                | Victoire | Yan Bin                  | WMC Championship                                            | Xiamen (Chine)                | Décision                                                 | 3             | 3:00  |  |
| 20 décembre 2014                                                           | Victoire | Dmytro Konstantynov      | Top King World Series 2014 - TK3 Hong Kong                  | Hong Kong (Chine)             | Décision (unanime)                                       | 3             | 3:00  |  |
| 15 novembre 2014                                                           | Victoire | Steve Moxon              | Top King World Series 2014 - TK2 France                     | Paris (France)                | TKO (coup de coude)                                      | 3             | 1:07  |  |
| 11 octobre 2014                                                            | Défaite  | Enriko Kehl              | K-1 World MAX 2014 (Finale)                                 | Pattaya (Thaïlande)           | Forfait                                                  | 4             | 0:00  |  |
| 13 septembre 2014                                                          | Victoire | Zhang Chunyu             | Top King World Series 2014 - TK1 Belarus                    | Minsk (Biélorussie)           | Décision (unanime)                                       | 3             | 3:00  |  |
| 15 août 2014                                                               | Victoire | Abdoul Touré             | Chiang Rai WBC Muaythai Championship                        | Chiang Rai (Thaïlande)        | TKO (Right cross elbow)                                  | 3             | 0:44  |  |
| Remporte le titre WBC Muaythai Diamond World Championship                  |          |                          |                                                             |                               |                                                          |               |       |  |
| 14 juin 2014                                                               | Victoire | Djime Coulibaly          | Monte Carlo Fighting Masters 2014                           | Monte-Carlo (Monaco)          | Décision (unanime)                                       | 5             | 3:00  |  |
| 06 juin 2014                                                               | Victoire | Adaylton Freitas         | Muay Thai in Macau                                          | Macao (Chine)                 | KO (Left High Kick)                                      | 2             | 1:12  |  |
| 14 avril 2014                                                              | Victoire | Victor Nagbe             | Combat Banchamek                                            | Surin (Thaïlande)             | Décision (unanime)                                       | 3             | 3:00  |  |
| 23 février 2014                                                            | Victoire | Lee Sung-Hyun            | K-1 World MAX 2013 (Demi-finale)                            | Bakou (Azerbaïdjan)           | Décision (unanime)                                       | 3             | 3:00  |  |
| 28 décembre 2013                                                           | Victoire | Zhou Zhipeng             | K-1 World MAX 2013 (Quarts de finale)                       | Foshan (Chine)                | Round d'extension - Décision                             | 4             | 3:00  |  |
| 10 décembre 2013                                                           | Victoire | Enriko Kehl              | MAX Muay Thai 5: The Final Chapter                          | Khon Kaen (Thaïlande)         | Décision                                                 | 3             | 3:00  |  |
| 06 octobre 2013                                                            | Victoire | Yoshihiro Sato           | MAX Muay Thai 4                                             | Sendai (Japon)                | Décision                                                 | 3             | 3:00  |  |
| 14 septembre 2013                                                          | Victoire | David Calvo              | K-1 World MAX 2013 (1er round)                              | Mallorca (Espagne)            | KO (Left Hook to The Body)                               | 1             | 2:20  |  |
| 10 août 2013                                                               | Victoire | Dong Wenfei              | MAX Muay Thai 3                                             | Zhengzhou (Thaïlande)         | Décision (2-1)                                           | 3             | 3:00  |  |
| 06 mai 2013                                                                | Victoire | Malik Watson             | MAX Muay Thai 1                                             | Surin (Thaïlande)             | KO                                                       | 2             |       |  |
| 16 décembre 2012                                                           | Victoire | Vitaly Gurkov            | Thai Fight 2012                                             | Bangkok (Thaïlande)           | Décision                                                 | 3             | 3:00  |  |
| Vainqueur du Thai Fight 2012 70 kg Tournament                              |          |                          |                                                             |                               |                                                          |               |       |  |
| 25 novembre 2012                                                           | Victoire | Tomoyuki Nishikawa       | Thai Fight 2012                                             | Nakhon Ratchasima (Thaïlande) | Décision (unanime)                                       | 3             | 3:00  |  |
| 23 octobre 2012                                                            | Victoire | Mauro Serra              | Thai Fight 2012                                             | Bangkok (Thaïlande)           | TKO (right knee to the body)                             | 2             | 1:02  |  |
| 17 août 2012                                                               | Victoire | Toure Abdoul             | Thai Fight Extreme 2012                                     | Leicester (Angleterre)        | TKO (Right Body Kick)                                    | 2             | 1:02  |  |
| 17 avril 2012                                                              | Victoire | Rustem Zaripov           | Thai Fight 2012                                             | Pattaya (Thaïlande)           | KO (Punches)                                             | 2             | 2:45  |  |
| 21 janvier 2012                                                            | Victoire | Dzhabar Askerov          | Yokkao Extreme 2012                                         | Milan (Italie)                | Decision                                                 | 3             | 3:00  |  |
| 18 décembre 2011                                                           | Victoire | Frank Giorgi             | Thai Fight 2011 (Finale)                                    | Bangkok (Thaïlande)           | Decision                                                 | 3             | 3:00  |  |
| Vainqueur du Thai Fight 2011 70 kg Tournament                              |          |                          |                                                             |                               |                                                          |               |       |  |
| 27 novembre 2011                                                           | Victoire | Mickaël Piscitello       | Thai Fight 2011 (Demi-finale)                               | Bangkok (Thaïlande)           | KO (Right Elbow)                                         | 3             |       |  |
| 25 septembre 2011                                                          | Victoire | Abdallah Mabel           | Thai Fight 2011 (Quarts de finale)                          | Bangkok (Thaïlande)           | Decision                                                 | 3             | 3:00  |  |
| 02 septembre 2011                                                          | Victoire | Warren Stevelmans        | Muaythai Premier League (1er Round)                         | Long Beach, CA (États-Unis)   | TKO (Referee Stoppage)                                   | 4             |       |  |
| Remporte le titre WMC World Champion 2011 (Poids Moyens)                   |          |                          |                                                             |                               |                                                          |               |       |  |
| 07 août 2011                                                               | Victoire | Tomoaki Makino           | Thai Fight Extreme                                          | Ariake Coliseum (Japon)       | TKO                                                      | 2             | 2:49  |  |
| 17 juillet 2011                                                            | Victoire | Gilmar China             | Thai Fight Extreme                                          | Hong Kong (Chine)             | Unanimous Decision                                       | 3             | 3:00  |  |
| 14 mai 2011                                                                | Victoire | Djime Coulibaly          | Thai Fight Extreme                                          | Cannes (France)               | Decision                                                 | 3             | 3:00  |  |
| 12 février 2011                                                            | Victoire | Youssef Boughanem        | La Nuit des Titans 6, Palais des Sports                     | Tours (France)                | TKO (Dislocated Shoulder)                                | 1             | 1:32  |  |
| 30 décembre 2011                                                           | Victoire | Hiroki Nakajima          | World Victory Road Presents: Soul of Fight                  | Koto, Tokyo (Japon)           | Décision (Unanime)                                       | 3             | 3:00  |  |
| 23 novembre 2011                                                           | Victoire | Toby Imada               | Shoot Boxing World Tournament 2010 - Finale                 | Tokyo (Japon)                 | TKO (Low Kicks)                                          | 2             |       |  |
| Vainqueur du Shoot Boxing World Tournament S-Cup 2010                      |          |                          |                                                             |                               |                                                          |               |       |  |
| 23 novembre 2011                                                           | Victoire | Henry van Opstal         | Shoot Boxing World Tournament 2010 - Demi-finale            | Tokyo (Japon)                 | Décision (Unanime)                                       | 3             | 3:00  |  |
| 23 novembre 2011                                                           | Victoire | Hiroki Shishido          | Shoot Boxing World Tournament 2010 - Quart de finale        | Tokyo (Japon)                 | Décision (Unanime)                                       | 3             | 3:00  |  |
| 19 juin 2010                                                               | Victoire | Xu Yan                   | Wu Lin Feng                                                 | Henan (Chine)                 | Décision                                                 | 3             | 3:00  |  |
| 29 mai 2010                                                                | Victoire | Jordan Watson            | MSA Muaythai Premier League                                 | Londres (Angleterre)          | Décision (Unanime)                                       | 5             | 3:00  |  |
| 26 octobre 2009                                                            | Défaite  | Andy Souwer              | K-1 World MAX 2009 Final - Demi-finale                      | Yokohama (Japon)              | Ext. R Décision (Split)                                  | 4             | 3:00  |  |
| 13 juillet 2009                                                            | Victoire | Nieky Holzken            | K-1 World MAX 2009 Final 8                                  | Tokyo (Japon)                 | Décision (Unanime)                                       | 3             | 3:00  |  |
| 21 juin 2009                                                               | Victoire | John Wayne Parr          | WMC Muaythai Fight Night                                    | Montego Bay (Jamaïque)        | Décision (Unanime)                                       | 3             | 3:00  |  |
| 21 avril 2009                                                              | Victoire | Andre Dida               | K-1 World MAX 2009 Final 16                                 | Fukuoka (Japon)               | Décision                                                 | 3             | 3:00  |  |
| 29 novembre 2008                                                           | Défaite  | Albert Kraus             | It's Showtime 2008 Eindhoven                                | Eindhoven (Pays-Bas)          | Décision                                                 | 3             | 3:00  |  |
| 01 octobre 2008                                                            | Victoire | Black Mamba              | K-1 World MAX 2008 Final                                    | Tokyo (Japon)                 | KO (Right hook)                                          | 1             | 2:18  |  |
| 07 juillet 2008                                                            | Défaite  | Yoshihiro Sato           | K-1 World MAX 2008 Final 8                                  | Tokyo (Japon)                 | KO (right hook, after critical knee strike to the liver) | 3             | 1:50  |  |
| 26 avril 2008                                                              | Victoire | Faldir Chahbari          | K-1 World GP 2008 in Amsterdam                              | Amsterdam (Pays-Bas)          | Decision (Split)                                         | 3             | 3:00  |  |
| 09 avril 2008                                                              | Victoire | Albert Kraus             | K-1 World MAX 2008 Final 16                                 | Tokyo (Japon)                 | Ext R. Decision (Unanimous)                              | 4             | 3:00  |  |
| 24 février 2008                                                            | Victoire | Joon Kim                 | K-1 Asia MAX 2008 in Seoul                                  | Séoul (Corée du Sud)          | KO (Right cross)                                         | 2             | 0:37  |  |
| 02 février 2008                                                            | Victoire | Yoshihiro Sato           | K-1 World MAX 2008 Japan Tournament                         | Tokyo (Japon)                 | Ext R. Decision (Split)                                  | 4             | 3:00  |  |
| 03 octobre 2007                                                            | Défaite  | Masato                   | K-1 World MAX 2007 World Championship quart de final        | Tokyo (Japon)                 | Decision (Unanimous)                                     | 3             | 3:00  |  |
| 28 juin 2007                                                               | Victoire | Nieky Holzken            | K-1 World MAX 2007 Final Elimination                        | Tokyo (Japon)                 | Decision (Unanimous)                                     | 3             | 3:00  |  |
| 19 mai 2007                                                                | Égalité  | Giorgio Petrosyan        | K-1 Scandinavia GP 2007                                     | Stockholm (Suède)             | Decision draw                                            | 5             | 3:00  |  |
| Champion du Monde de Muay-thaï Professionnel WMC 2007 (Super Mi-moyens)    |          |                          |                                                             |                               |                                                          |               |       |  |
| 04 avril 2007                                                              | Victoire | Andy Ologun              | K-1 World MAX 2007 World Elite Showcase                     | Yokohama (Japon)              | Decision (Unanimous)                                     | 3             | 3:00  |  |
| 17 mars 2007                                                               | Victoire | Dzhabar Askerov          | K-1 East Europe MAX 2007                                    | Vilnius (Lituanie)            | Decision (Unanimous)                                     | 3             | 3:00  |  |
| 05 février 2007                                                            | Victoire | Tsogto Amara             | K-1 World MAX 2007 Japan Tournament                         | Tokyo (Japon)                 | Decision (Unanimous)                                     | 3             | 3:00  |  |
| 24 novembre 2006                                                           | Victoire | Ole Laursen              | K-1 World MAX North European Qualification 2007             | Stockholm (Suède)             | TKO                                                      | 2             | 2:49  |  |
| 04 septembre 2006                                                          | Victoire | Hiroki Shishido          | K-1 World MAX 2006 Champions' Challenge                     | Tokyo (Japon)                 | KO (Left hook)                                           | 1             | 0:15  |  |
| 30 juin 2006                                                               | Victoire | Andy Souwer              | K-1 World MAX 2006 World Championship Final                 | Yokohama (Japon)              | KO (Punches)                                             | 2             | 2:13  |  |
| Vainqueur du K-1 World MAX 2006 (Poids Moyens)                             |          |                          |                                                             |                               |                                                          |               |       |  |
| 30 juin 2006                                                               | Victoire | Gago Drago               | K-1 World MAX 2006 World Championship Final                 | Yokohama (Japon)              | Decision (Unanimous)                                     | 3             | 3:00  |  |
| 30 juin 2006                                                               | Victoire | Yoshihiro Sato           | K-1 World MAX 2006 World Championship Final                 | Yokohama (Japon)              | KO (Left hook)                                           | 2             | 0:18  |  |
| 26 mai 2006                                                                | Égalité  | Mourad Sari              | Le Grand Tournoi - Final of The Gladiators -                | Paris (France)                | Decision draw                                            | 5             | 3:00  |  |
| 05 avril 2006                                                              | Victoire | Virgil Kalakoda          | K-1 World MAX 2006 World Tournament Open                    | Tokyo (Japon)                 | Ext R. Decision (Split)                                  | 4             | 3:00  |  |
| 19 mars 2006                                                               | Victoire | Marco Pique              | SLAMM "Nederland vs Thailand"                               | Almere (Pays-Bas)             | Decision (Unanimous)                                     | 5             | 3:00  |  |
| 18 février 2006                                                            | Victoire | Jomhod Kiatadisak        | WMC Explosion III                                           | Stockholm (Suède)             | KO (Right hook)                                          | 2             | 3:00  |  |
| Champion du Monde de Muay-thaï Professionnel WMC 2006 (Super Mi-moyens)    |          |                          |                                                             |                               |                                                          |               |       |  |
| 04 février 2006                                                            | Victoire | Mike Zambidis            | K-1 World MAX 2006 Japan Tournament                         | Saitama (Japon)               | Decision (Unaniomus)                                     | 3             | 3:00  |  |
| 05 novembre 2005                                                           | Victoire | Youssef Akhnikh          | Muay Thai                                                   | Trieste (Italie)              | TKO (Corner stoppage)                                    | 1             | 3:00  |  |
| 09 septembre 2005                                                          | Victoire | Jean-Charles Skarbowsky  | Xplosion Hong Kong                                          | Hong Kong                     | Decision (Unanimous)                                     | 5             | 3:00  |  |
| Remporte le titre S-1 World Champion 2005 (Super Mi-moyens)                |          |                          |                                                             |                               |                                                          |               |       |  |
| 20 juillet 2005                                                            | Défaite  | Andy Souwer              | K-1 World MAX 2005 Championship Final                       | Yokohama (Japon)              | 2 Ext R. Decision (Split)                                | 5             | 3:00  |  |
| Finaliste du K-1 World MAX 2005 (Poids Moyens)                             |          |                          |                                                             |                               |                                                          |               |       |  |
| 20 juillet 2005                                                            | Victoire | Albert Kraus             | K-1 World MAX 2005 Championship Final                       | Yokohama (Japon)              | Decision (Unanimous)                                     | 3             | 3:00  |  |
| 20 juillet 2005                                                            | Victoire | Jadamba Narantungalag    | K-1 World MAX 2005 Championship Final                       | Yokohama (Japon)              | Decision (Majority)                                      | 3             | 3:00  |  |
| 04 mai 2005                                                                | Victoire | Vassily Shish            | K-1 World MAX 2005 World Tournament Open                    | Tokyo (Japon)                 | Decision (Unanimous)                                     | 3             | 3:00  |  |
| 23 février 2005                                                            | Défaite  | Albert Kraus             | K-1 World MAX 2005 Japan Tournament                         | Tokyo (Japon)                 | Ext R. Decision (Split)                                  | 4             | 3:00  |  |
| 06 novembre 2004                                                           | Victoire | Katsumori Maita          | TITANs 1st                                                  | Japon                         | TKO (Corner stoppage)                                    | 2             | 1:26  |  |
| 13 octobre 2004                                                            | Victoire | Kozo Takeda              | K-1 World MAX 2004 Champions' Challenge                     | Tokyo (Japon)                 | 2 Ext R. Decision (Unanimous)                            | 5             | 3:00  |  |
| 07 juillet 2004                                                            | Victoire | Masato                   | K-1 World MAX 2004 World Tournament Final - Final           | Tokyo (Japon)                 | Ext R. Decision (Unanimous)                              | 4             | 3:00  |  |
| Vainqueur du K-1 World MAX 2004                                            |          |                          |                                                             |                               |                                                          |               |       |  |
| 07 juillet 2004                                                            | Victoire | Takayuki Kohiruimaki     | K-1 World MAX 2004 World Tournament Final - Demi-finale     | Tokyo (Japon)                 | KO                                                       | 2             | 0:42  |  |
| 07 juillet 2004                                                            | Victoire | John Wayne Parr          | K-1 World MAX 2004 World Tournament Final - Quart de finale | Tokyo (Japon)                 | Ext R. Decision (Split)                                  | 4             | 3:00  |  |
| 07 avril 2004                                                              | Victoire | Jordan Tai               | K-1 World MAX 2004 World Tournament Open                    | Tokyo (Japon)                 | Decision (Unanimous)                                     | 3             | 3:00  |  |
| 21 mars 2004                                                               | Victoire | Fuji Chalmsak            | Magnum 4, NJKF                                              | Tokyo (Japon)                 | Decision (Majority)                                      | 3             | 3:00  |  |
| 31 août 2003                                                               | Victoire | Timor Daal               | K.O.M.A. "King of Martial Arts" GP                          | Séoul (Corée du Sud)          | KO (Left elbow)                                          | 3             | 1:42  |  |
| 14 décembre 2002                                                           | Victoire | Satoru Kobayashi         | D4D Toyota Cup, Lumpinee Stadium                            | Bangkok (Thaïlande)           | Decision (Unanimous)                                     | 3             | 3:00  |  |
| Vainqueur du Muay Thai Marathon Tournament 140 lb. 2002 (Lumpinee Stadium) |          |                          |                                                             |                               |                                                          |               |       |  |
| 14 décembre 2002                                                           | Victoire | Kuhnsup                  | D4D Toyota Cup, Lumpinee Stadium                            | Bangkok (Thaïlande)           | Decision (Unanimous)                                     | 3             | 3:00  |  |
| 14 décembre 2002                                                           | Victoire | Samranchai 96 Penang     | D4D Toyota Cup, Lumpinee Stadium                            | Bangkok (Thaïlande)           | Decision (Unanimous)                                     | 3             | 3:00  |  |
| 22 novembre 2002                                                           | Victoire | Tongchai Por Prabaht     |                                                             | Thaïlande                     | TKO                                                      | 2             |       |  |
| 26 octobre 2002                                                            | Défaite  | Pethnamek Sor Siriwat    | Lumpinee Stadium                                            | Bangkok (Thaïlande)           | Decision                                                 | 5             | 3:00  |  |
| 13 septembre 2002                                                          | Défaite  | Pethnamek Sor Siriwat    | Lumpinee Stadium                                            | Bangkok (Thaïlande)           | Decision                                                 | 5             | 3:00  |  |
| 12 septembre 2002                                                          | Égalité  | Thewaritnoi S.K.W. Gym   | Lumpinee Stadium                                            | Bangkok (Thaïlande)           | Decision draw                                            | 5             | 3:00  |  |
| 21 avril 2002                                                              | Victoire | Mikitada Igarashi        | J-Network "J-Bloods"                                        | Tokyo (Japon)                 | TKO (Doctor stoppage)                                    | 3             | 0:47  |  |
| 05 janvier 2002                                                            | Défaite  | Sodtabun Tor Ruttanakief | Lumpinee Stadium                                            | Bangkok (Thaïlande)           | Decision                                                 | 5             | 3:00  |  |
| 07 décembre 2001                                                           | Défaite  | Charlie Sor Chaitamin    | Lumpinee 45th Anniversary, Lumpinee Stadium                 | Bangkok (Thaïlande)           | Decision                                                 | 5             | 3:00  |  |
| 08 septembre 2001                                                          | Victoire | Suntao                   | China vs Thailand                                           | Pékin (Chine)                 | TKO (Corner stoppage)                                    | 2             | 1:25  |  |
| 29 juin 2001                                                               | Victoire | Charlie Sor Chaitamin    | Lumpinee Stadium                                            | Bangkok (Thaïlande)           | KO                                                       | 4             |       |  |
| Champion de Thaïlande de Muay-thaï du Lumpinee Stadium (Poids Plumes)      |          |                          |                                                             |                               |                                                          |               |       |  |
| ?? ??? 2000                                                                | Victoire | Sakadpetch Sor. Sakunpan | Omnoi Stadium                                               | Bangkok (Thaïlande)           | KO (Right elbow)                                         | 4             |       |  |

## Filmographie
- 2010 : Yamada, la voie du samourai de Watin Nopporn
- 2017 : Legend of The Broken Sword Hero[6] (ทองดีฟันขาว / Thong Dee Fun Khao[7],[8]) de Bin Bunluerit[9]